# Johnny Dawkins
John Earl Dawkins jr., detto Johnny (Washington, 28 settembre 1963), è un ex cestista e allenatore di pallacanestro statunitense, professionista nella NBA.

## Carriera
È stato selezionato dai San Antonio Spurs al primo giro del Draft NBA 1986 (10ª scelta assoluta).
Con gli Stati Uniti ha disputato le Universiadi di Edmonton 1983.

## Statistiche

### College
| Anno      | Squadra          | PG  | PT  | MP   | TC%  | 3P%  | TL%  | RP  | AP  | PRP | SP  | PP   |
| --------- | ---------------- | --- | --- | ---- | ---- | ---- | ---- | --- | --- | --- | --- | ---- |
| 1982-1983 | Duke Blue Devils | 28  | 28  | 35,8 | 50,0 | 35,2 | 68,2 | 4,1 | 4,8 | 0,9 | 0,4 | 18,1 |
| 1983-1984 | Duke Blue Devils | 34  | 34  | 38,4 | 48,1 | -    | 83,1 | 4,1 | 4,1 | 1,1 | 0,1 | 19,4 |
| 1984-1985 | Duke Blue Devils | 31  | 31  | 36,0 | 49,5 | -    | 79,5 | 4,5 | 5,0 | 1,6 | 0,2 | 18,8 |
| 1985-1986 | Duke Blue Devils | 40  | 40  | 33,1 | 54,9 | -    | 81,2 | 3,6 | 3,2 | 1,3 | 0,1 | 20,2 |
| Carriera  | Carriera         | 133 | 133 | 35,7 | 50,8 | 35,2 | 79,0 | 4,0 | 4,2 | 1,3 | 0,2 | 19,2 |

### NBA

#### Regular Season
| Anno      | Squadra            | PG  | PT  | MP   | TC%  | 3P%  | TL%  | RP  | AP  | PRP | SP  | PP   |
| --------- | ------------------ | --- | --- | ---- | ---- | ---- | ---- | --- | --- | --- | --- | ---- |
| 1986-1987 | San Antonio Spurs  | 81  | 14  | 20,8 | 43,7 | 29,8 | 80,1 | 2,1 | 3,6 | 0,8 | 0,0 | 10,3 |
| 1987-1988 | San Antonio Spurs  | 65  | 61  | 33,5 | 48,5 | 31,1 | 89,6 | 3,1 | 7,4 | 1,4 | 0,0 | 15,8 |
| 1988-1989 | San Antonio Spurs  | 32  | 30  | 33,8 | 44,3 | 0,0  | 89,3 | 3,2 | 7,0 | 1,7 | 0,0 | 14,2 |
| 1989-1990 | Philadelphia 76ers | 81  | 81  | 35,4 | 48,9 | 33,3 | 86,1 | 3,0 | 7,4 | 1,5 | 0,1 | 14,3 |
| 1990-1991 | Philadelphia 76ers | 4   | 4   | 31,0 | 63,4 | 25,0 | 90,9 | 4,0 | 7,0 | 0,8 | 0,0 | 15,8 |
| 1991-1992 | Philadelphia 76ers | 82  | 82  | 34,3 | 43,7 | 35,6 | 88,2 | 2,8 | 6,9 | 1,1 | 0,1 | 12,0 |
| 1992-1993 | Philadelphia 76ers | 74  | 10  | 21,6 | 43,7 | 31,0 | 79,6 | 1,8 | 4,6 | 1,1 | 0,1 | 8,9  |
| 1993-1994 | Philadelphia 76ers | 72  | 12  | 18,7 | 41,8 | 35,2 | 84,0 | 1,7 | 3,7 | 0,9 | 0,1 | 6,6  |
| 1994-1995 | Detroit Pistons    | 50  | 9   | 23,4 | 46,3 | 34,2 | 90,9 | 2,3 | 4,1 | 1,0 | 0,0 | 6,5  |
| Carriera  | Carriera           | 541 | 303 | 27,5 | 45,6 | 33,0 | 85,7 | 2,5 | 5,5 | 1,1 | 0,1 | 11,1 |

#### Playoffs
| Anno     | Squadra            | PG | PT | MP   | TC%  | 3P% | TL%  | RP  | AP  | PRP | SP  | PP   |
| -------- | ------------------ | -- | -- | ---- | ---- | --- | ---- | --- | --- | --- | --- | ---- |
| 1988     | San Antonio Spurs  | 3  | 0  | 17,7 | 26,1 | 0,0 | 75,0 | 1,0 | 1,7 | 0,7 | 0,0 | 5,0  |
| 1990     | Philadelphia 76ers | 10 | 10 | 38,6 | 46,1 | 0,0 | 83,7 | 2,2 | 9,3 | 1,7 | 0,2 | 14,2 |
| Carriera | Carriera           | 13 | 10 | 33,8 | 42,8 | 0,0 | 83,0 | 1,9 | 7,5 | 1,5 | 0,2 | 12,1 |

## Palmarès

### Giocatore
- McDonald's All-American Game (1982)
- NCAA Naismith Men's College Player of the Year Award (1986)
- NCAA AP All-America First Team (1986)
- NCAA AP All-America Second Team (1985)

### Allenatore
- Campione NIT (2012, 2015)